# San Antonio (comuna de Copiapó)
San Antonio fue una de las comunas que integró el antiguo departamento de Copiapó, en la provincia de Atacama.
En 1907, de acuerdo al censo de ese año, la comuna tenía una población de 1939 habitantes. Su territorio fue organizado por decreto del 22 de diciembre de 1891, a partir del territorio de las Subdelegaciones 12.° Los Loros, 13.° Lomas Bayas y 15.° San Antonio, según límites asignados por decreto del 6 de diciembre de 1888.

## Historia
La comuna fue creada por decreto del 22 de diciembre de 1891, con el territorio de las Subdelegaciones 12.° Los Loros, 13.° Lomas Bayas y 15.° San Antonio, según límites asignados por decreto del 6 de diciembre de 1888.
Esta comuna fue suprimida mediante el Decreto con Fuerza de Ley N.º 8.583 del 30 de diciembre de 1927, anexando su territorio a la comuna de Tierra Amarilla. La supresión se hizo efectiva a contar del 1 de febrero de 1928.